# Рязанцева, Наталья Владимировна
Наталья Владимировна Рязанцева — российский ученый, управленец в сфере научно-технологического развития и высшего образования. В 2015—2017 гг. — заместитель председателя Правительства Красноярского края, с 2018 г. — директор по взаимодействию с регионами Национального исследовательского университета «Высшая школа экономики».

## Профессиональная и научная карьера
В 1995 году с отличием окончила лечебный факультет Сибирского государственного медицинского университета (далее — СибГМУ, г. Томск) (специальность — лечебное дело). В 1997 году окончила аспирантуру по кафедре патофизиологии СибГМУ и защитила кандидатскую диссертацию (по специальности «патологическая физиология»). В 2001 году после обучения в очной докторантуре по той же кафедре защитила докторскую диссертацию (по специальностям «патологическая физиология», «психиатрия»), в 2006 году присуждено ученое звание профессора. Является членом научной школы патофизиологов под руководством академика РАН, Заслуженного деятеля науки России В. В. Новицкого, имеющей государственный статус ведущей российской научной школы, пятикратно поддержанной Советом по грантам при Президенте Российской Федерации (2003, 2006, 2008, 2012, 2014 годы). В 2002 году организовала и возглавила кафедру фундаментальных основ клинической медицины СибГМУ (с 2012 года — кафедра молекулярной медицины и клинической лабораторной диагностики). В 2002—2006 годах руководила отделением фундаментальной медицины медико-биологического факультета СибГМУ. В 2005 году стала инициатором создания и научным руководителем Научно-образовательного центра молекулярной медицины СибГМУ.
В 2006—2012 годах — проректор по стратегическому развитию и инновационной политике СибГМУ, в 2012—2014 годах — проректор по стратегическому развитию, инновационной политике и науке СибГМУ. Разработчик модели медицинского исследовательского университета. В 2011 году стала одним из инициаторов разработки и создания сетевых междисциплинарных образовательных программ и научно-образовательных центров в области биомедицины, в 2012 году — программы модернизации многопрофильных университетских клиник. Автор проекта создания Центра трансляционной медицины. В 2011—2014 годах — заместитель председателя Ученого совета СибГМУ; в 2008—2014 годах — член диссертационного совета Д208.096.01. Заместитель главного редактора журнала «Бюллетень сибирской медицины».
В 2014—2017 годах — профессор кафедры биохимии Красноярского государственного медицинского университета, ведущий научный сотрудник лаборатории биолюминесцентных биотехнологий Сибирского федерального университета. В 2017 году — заместитель директора по научно-организационной работе Федерального исследовательского центра «Красноярский научный центр Сибирского отделения РАН» (г. Красноярск).
2020—2021 гг. — заместитель генерального директора по биомедицине и трансляции Федерального научно-клинического центра физико-химической медицины ФМБА России (г. Москва).
Направление научных исследований: идентификация роли нарушений регуляции апоптоза различных клеточных систем в патогенезe социально-значимых заболеваний; селективное управление апоптозом, пролиферацией и дифференцировкой клеток регуляторными молекулами посредством идентификации молекулярных фармакологических мишеней.
Участник международных научно-технологических консорциумов по идентификации молекулярных механизмов кооперации стромальных и иммунокомпетентных клеток при создании «биоконструкторов» для нужд регенеративной медицины (University KINKI (Япония), СибГМУ, Национальный исследовательский Томский политехнический университет, ИФПМ ТНЦ СО РАН), а также по разработке технологий селективного управления внутриклеточной газовой сигнализации (Montreal University (Канада), МГУ им. М.В. Ломоносова, СибГМУ).
Руководитель и ответственный исполнитель 32 научно-технологических проектов по приоритетным направлениям патофизиологии и молекулярной медицины, поддержанных из федеральных фондов и программ. Автор 277 статей в ведущих рецензируемых отечественных и зарубежных журналах, 21 монографии и книги, в том числе атласа клеток крови, 11 патентов на изобретение, 10 учебных пособий.
Под научным руководством подготовлены 15 докторов и 42 кандидата наук.
В 2010 году удостоена премии РАМН им. И. В. Давыдовского за лучшую научную работу по общей патологии за цикл работ «Молекулярные основы патологии клеток крови при социально значимых заболеваниях»

## Административная карьера
В 2005 году окончила Президентскую программу подготовки управленческих кадров по специальности «Менеджмент» (Национальный исследовательский Томский государственный университет). В 2010—2011 годах проходила обучение по программе «Менеджмент в научно-образовательной сфере» (Национальный исследовательский Томский политехнический университет), присвоена степень Master of Business Administration. В 2012—2013 годах обучалась в Московской школе управления Сколково (программа «Новые лидеры высшего образования» по заказу Минобрнауки России). В 2017 году обучалась в Российской академии народного хозяйства и государственной службы при Президенте Российской Федерации (дополнительная профессиональная программа «Управленческое мастерство: развитие региональных команд» (совместно с АНО «Агентство стратегических инициатив по продвижению новых проектов»); программа профессиональной переподготовки и получение квалификации с предоставлением права на ведение профессиональной деятельности в сфере государственного и муниципального управления).
Включена в кадровый резерв управленческих кадров, находящихся под патронажем Президента Российской Федерации (2011 г.).
В 2014 году назначена советником Губернатора Красноярского края, в 2015—2017 годах работала заместителем председателя Правительства Красноярского края, курирующим развитие научно-образовательного комплекса и инновационной системы региона, а также внедрение проектного управления в Правительстве Красноярского края. Участвовала в создании Федерального исследовательского центра на базе научных учреждений Красноярского научного центра Сибирского отделения Российской академии наук, опорного инженерно-технического университета Красноярского края, территории опережающего социально-экономического развития в ЗАТО г. Железногорск Красноярского края. Руководила созданием в г. Красноярске детского технопарка «Кванториум», объектов инновационной инфраструктуры Красноярского края. В 2017 году стала инициатором внедрения региональной программы участия Красноярского края в реализации Национальной технологической инициативы.

## Участие в работе экспертных площадок
Член рабочей группы при Администрации Томской области по созданию консорциума Томских вузов и НИИ (совместно с НИУ ВШЭ) (2009—2010 гг.); член рабочей группы по реализации решения выездного совещания председателя Государственного антинаркотического комитета «Сохранение интеллектуального потенциала России в условиях возрастающей наркоопасности» (2010 г.); член Экспертной коллегии Фонда развития Центра разработки и коммерциализации новых технологий, Кластер биологических и медицинских технологий (Фонд «Сколково») (с 2011 г.); член рабочей группы «ядерные технологии» при Комиссии при Президенте РФ по модернизации и технологическому развитию экономики России (2011—2012 гг.); председатель Экспертного совета при заместителе Губернатора Томской области по социальной политике (2013—2014 гг.); член экспертного совета инновационного территориального кластера «Фармацевтика, медицинская техника, информационные технологии» Томской области по направлению «Медицина» (2014 г.); председатель координационного совета по вопросам развития системы профессиональных квалификаций в Красноярском крае (2017 г.); заместитель председателя Президиума Совета при Губернаторе Красноярского края по стратегическому развитию и приоритетным проектам (2017 г.).
Член Наблюдательного совета Тюменского научно-образовательного центра мирового уровня «Западно-Сибирский межрегиональный научно-образовательный центр», созданного в рамках национального проекта «Наука» (с 2019).
Заместитель руководителя рабочей группы Экспертного совета «Смартсовет» Агентства стратегических инициатив, ориентированной на поиск и тиражирование практик социально-экономического развития в Российской Федерации (с 2020).